# Amtsgericht Ratzebuhr
Das Amtsgericht Ratzebuhr war ein preußisches Amtsgericht mit Sitz in Ratzebuhr, Provinz Pommern.

## Geschichte
In Ratzebuhr bestand von 1849 bis 1879 die Gerichtskommission Ratzebuhr des Kreisgerichts Neustettin. Das königlich preußische Amtsgericht Ratzebuhr wurde mit Wirkung zum 1. Oktober 1879 als eines von zwölf Amtsgerichten im Bezirk des Landgerichtes Köslin im Bezirk des Oberlandesgerichtes Stettin gebildet. Der Sitz des Gerichtes war Ratzebuhr. Sein Gerichtsbezirk umfasste aus dem Kreis Neustettin der Stadtbezirk Ratzebuhr und die Amtsbezirke Bahrenbusch, Flederborn, Hasenfier, Knaacksee, Lottin, Lümzow und Wallachsee. Am Gericht bestand 1880 eine Richterstelle. Das Amtsgericht war damit ein kleines Amtsgericht im Landgerichtsbezirk.
Im Jahre 1945 wurden der größte Teil Pommerns, darunter der Sprengel des Amtsgerichtes Ratzebuhr, unter polnische Verwaltung gestellt und die deutschen Bewohner vertrieben. Damit endete die Geschichte des Amtsgerichtes Ratzebuhr.